# Étienne Gilson
Étienne Henry Gilson (ur. 13 czerwca 1884 w Paryżu, zm. 19 września 1978 w Auxerre) – francuski filozof i historyk filozofii, jeden ze współtwórców neotomizmu.

## Życiorys
Uczył się najpierw w niższym seminarium duchownym w Notre-Dame-des-Champs, następnie w Liceum Henryka IV (lycée Henri-IV) w Paryżu. Z seminarium wyniósł gruntowną znajomość greki i łaciny oraz szeroką orientację w literaturze europejskiej, znał zarówno klasyków łacińskich (Owidiusza, Wergiliusza, Plauta), jak i Dantego i literaturę nowożytną, poczynając od Szekspira, na Goethem i Tołstoju kończąc.
Podczas studiów na Sorbonie słuchał między innymi wykładów Luciena Lévy’ego-Bruhla i Émile’a Durkheima, a w Collège de France Henriego Bergsona. Po studiach uczył filozofii w liceach, a w roku 1913 obronił rozprawę doktorską La doctrine cartesienne de la liberté et la théologie (Wolność u Kartezjusza i teologia), którą pisał pod kierunkiem Lévy-Bruhla. Wtedy właśnie, szukając źródeł pewnych problemów rozważanych przez Kartezjusza, zainteresował się myślą scholastyczną, a zwłaszcza filozofią św. Tomasza z Akwinu. W latach 1913–1914 był profesorem filozofii na Uniwersytecie w Lille, dokąd wrócił na krótko po zakończeniu I wojny światowej. W roku 1919 został profesorem Uniwersytetu w Strasburgu, który był silnym ośrodkiem historii średniowiecznej. Tam powziął myśl nowego naświetlenia myśli św. Tomasza i odrodzenia zainteresowania nią dzięki ukazaniu średniowiecznych korzeni filozofii nowożytnej. Idee swe opublikował w wydanej w tym samym roku książce Le thomisme. Introduction au système de saint Thomas d'Aquin (Tomizm. Wprowadzenie do filozofii św. Tomasza z Akwinu), która z jednej strony przyniosła mu sławę, a z drugiej ściągnęła na niego nagonkę ze strony środowisk lewicowych i pewnych środowisk w łonie Kościoła francuskiego.
W roku 1921 przeniósł się na Sorbonę, gdzie wykładał do roku 1932, po czym objął katedrę filozofii średniowiecznej w Collège de France. W roku 1927 odbył podróż do Stanów Zjednoczonych, gdzie na Uniwersytecie Harvarda wygłosił cykl wykładów o filozofii średniowiecznej. Dwa lata później współzakładał Pontifical Intitute of Medieval Studies w Toronto.
Po II wojnie światowej uczestniczył w konferencji w sprawie Karty ONZ w San Francisco i konferencji założycielskiej UNESCO w Londynie. W 1946 został wybrany w poczet członków Akademii Francuskiej. Zasiadał w jury konkursu głównego na 3. MFF w Cannes (1949).
W 1955 odznaczony Pour le Mérite za Naukę i Sztukę. W uznaniu zasług dla odrodzenia zainteresowania filozofią kościelną Gilson otrzymał w 90. rocznicę urodzin list gratulacyjny od papieża Pawła VI. Był głęboko przywiązany do tradycji katolickiej i brał czynny udział w życiu Kościoła.
Odchodząc, pozostawił po sobie ponad 800 prac naukowych i 60 książek.

## Dzieło
Analizując myśl św. Tomasza, Gilson doszedł do wniosku, że wbrew utartym poglądom tomizm nie był zwieńczeniem myśli scholastycznej i nie mieścił się w jej głównym nurcie, a przeciwnie, był wyrazem reakcji przeciw niej. Dostrzegł zaczątki dokonującego się w czasach Tomasza rozdziału filozofii i nauki, co jego zdaniem oznaczało odarcie człowieka z jego boskości i uczynienie go „zwyczajnym” tworem natury. To z kolei otworzyło drogę do najrozmaitszych eksperymentów społecznych, włącznie z tymi najbardziej zbrodniczymi. Zdaniem Gilsona nie tworzenie rozmaitych systemów filozoficznych, lecz powrót do myśli Akwinaty stwarza szansę na rozwiązanie trapiących nas problemów.
Refleksja historyczna stała się następnie dla Gilsona punktem wyjścia do własnej filozofii, która nie koncentrowała się na tym, co możliwe, a na tym, co jest. Wraz z Jacques’em Maritainem Gilson położył podwaliny pod odmianę tomizmu zwaną tomizmem egzystencjalnym.
Gilson położył szczególny nacisk na rolę istnienia w pojęciu bytu u Tomasza. Zdaniem Gilsona, esse stanowi jądro bytu, jest w nim czymś najbardziej wewnętrznym, co jednocześnie łączy realny byt z bytem czystym, czyli Bogiem. Zabicie esse i nadmierna waga przypisywana esencji w przypadku człowieka zaburza jego naturalną więź z Bogiem. Filozofia powinna pozostawać w sferze tego, co istniejące, i skupić się na badaniu świata realnego, a nie świata czystych możliwości.
Tak pojmowane istnienie odległe jest od istnienia w rozumieniu egzystencjalistów. Dla Gilsona jest ono źródłem nadziei i początkiem drogi do mądrości, nie zaś bytem, który w samotności doświadcza swej absurdalności i w poczuciu trwogi czeka na zagładę.
Zdaniem Gilsona namysł nad istnieniem powinien, przez akceptację jego tajemnicy, w naturalny sposób prowadzić ku teologii. Tylko w ten sposób można osiągnąć mądrość, co powinno być jednym z celów filozofii.

## Publikacje i polskie przekłady
- La Liberté chez Descartes et la Théologie, Alcan, 1913. (rozprawa doktorska Gilsona)
- Le thomisme, introduction au système de saint Thomas, Vrin, 1919.
(pl) Tomizm : wprowadzenie do filozofii św. Tomasza z Akwinu. Jan Rybałt, Teresa Dmochowska (przekł.). Wyd. 2. Warszawa: IW "PAX", 2003, s. 462. ISBN 83-211-1586-1.
- Études de philosophie médiévale, Université de Strasbourg, 1921.
- La philosophie au moyen-âge, vol.I : De Scot Erigène à saint Bonaventure, Payot, 1922.
- La philosophie au moyen-âge, vol.II : De saint Thomas d’Aquin à Guillaume d’Occam, Payot, 1922.
(pl) Historia filozofii chrześcijańskiej w wiekach średnich. Sylwester Zalewski (przekład). Warszawa: IW "PAX", 1966, s. 819.
- La philosophie de saint Bonaventure, Vrin, 1924.
- René Descartes. Discours de la méthode, texte et commentaire, Vrin, 1925.
- Saint Thomas d’Aquin, Gabalda, 1925.
- Introduction à l’étude de Saint Augustin, Vrin, 1929.
(pl) Wprowadzenie do nauki świętego Augustyna, Zygmunt Jakimiak (przekład), Warszawa : Pax, 1953, s.343.
- Études sur le rôle de la pensée médiévale dans la formation du systeme cartésien, Vrin, 1930.
- L’esprit de la philosophie médiévale, Vrin, 1932.
- Les Idées et les Lettres, Vrin, 1932.
- Pour un ordre catholique, Desclée de Brouwer, 1934.
- La théologie mystique de saint Bernard, Vrin, 1934.
- Le réalisme méthodique, Téqui, 1935.
(pl) Realizm tomistyczny. opracowanie zbiorowe (przekład). Warszawa: IW "PAX", 1968, s. 336.
- Christianisme et philosophie, Vrin, 1936.
- The Unity of Philosophical Experience, Scribner's, 1937
(pl) Jedność doświadczenia filozoficznego. Zofia Wrzeszcz (przekład). Warszawa: IW "PAX", 1968, s. 232.
- Héloise et Abélard, Vrin, 1938.
- Dante et philosophie, Vrin, 1939.
- Réalisme thomiste et critique de la connaissance, Vrin, 1939.
- Théologie et histoire de la spiritualité, Vrin, 1943.
- Notre démocratie, S.E.R.P., 1947.
- L’être et l’essence, Vrin, 1948.
(pl) Byt i istota. Donata Eska, Jerzy Nowak (przekład). Warszawa: IW "PAX", 1963. Brak numerów stron w książce
- Saint Bernard, textes choisis et présentés, Plon, 1949.
- L’École des Muses, Vrin, 1951.
- Jean Duns Scot, introduction à ses positions fondamentales, Vrin, 1952.
- Les métamorphoses de la cité de Dieu, Vrin, 1952.
- Peinture et réalité, Vrin, 1958.
- Le Philosophe et la Théologie, Fayard, 1960.
- Introduction à la philosophie chrétienne, Vrin, 1960.
- La paix de la sagesse, Aquinas, 1960.
- Trois leçons sur le probleme de l’existence de Dieu, Divinitas, 1961.
- L’être et Dieu, Revue thomiste, 1962.
- Recent Philosophy. Hegel to Present, współautorzy Thomas Langan, Armand A. Maurer, Random House Inc., 1962, 1966
(pl) Historia filozofii współczesnej. Od Hegla do czasów najnowszych. Bohdan Chwedeńczuk, Sylwester Zalewski (przekład). Warszawa: IW "PAX", 1977, s. 787.
- Introduction aux arts du Beau, Vrin, 1963.
- Matières et formes, Vrin, 1965.
- Les tribulations de Sophie, Vrin, 1967.
- La société de masse et sa culture, Vrin, 1967.
- Hommage à Bergson, Vrin, 1967.
- Linguistique et philosophie, Vrin, 1969.
- D’Aristote à Darwin et de retour, Vrin, 1971.
- Dante et Béatrice, études dantesques, Vrin, 1974.
- Saint Thomas moraliste, Vrin, 1974.
- L'atheisme difficile, 1979[2], wydanie polskie pt. „Ateizm trudny”[3].
- Saint Augustin. Philosophie et incarnation. M.-A. Vannier (Wprowadzenie). Genève: Editions Ad Solem, 1999, s. 142. ISBN 2-940090-35-1.